# Locam
Ne doit pas être confondu avec Loxam.

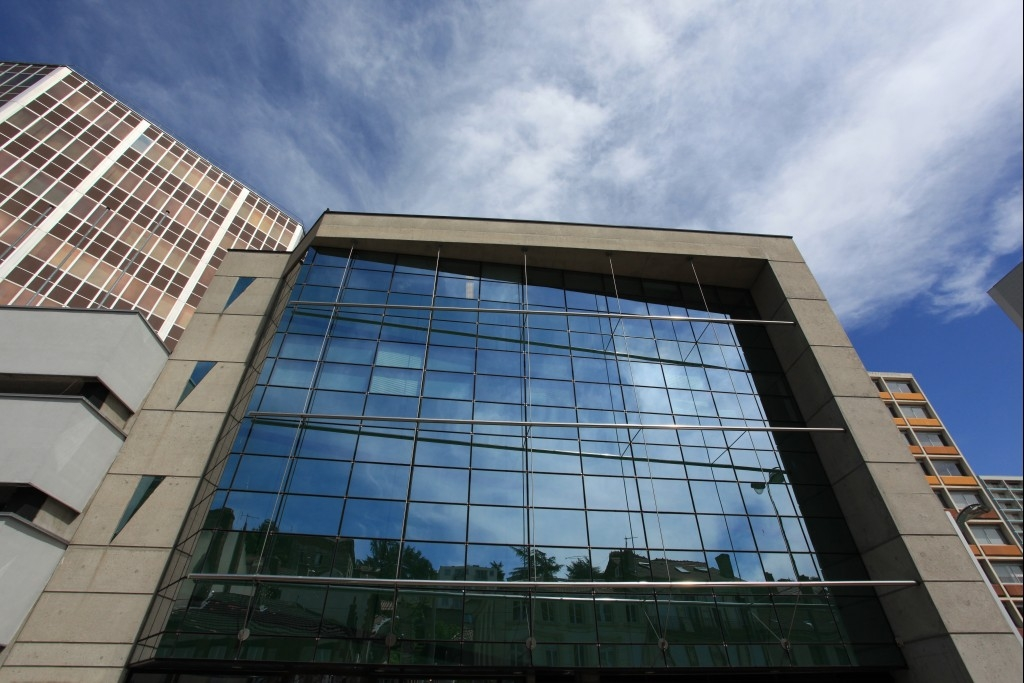
siège LOCAM

Société financière créée en 1975, c'est une filiale du Crédit agricole Loire-Haute-Loire.  
LOCAM propose des prestations de financement complémentaires au modèle bancaire Location financière, crédit-bail & crédit, uniquement aux professionnels (B2B).

## Historique
- 1975 : création de SIRCAM par le groupe Laurent (Société industrielle régionale de crédit automobile), spécialisée dans les crédits aux particuliers et professionnels.
- 1977 : création de LOCAM qui vient compléter les activités financières du Groupe laurent par le développement du crédit-bail.
- 1985 : naissance de la holding COFAM SA.
- 1991 : LOCAM/SIRCAM s’adossent au groupe Crédit agricole Loire-Haute-Loire et deviennent une filiale à 100 %.
- 2011 : Une nouvelle charte graphique est définie. Locam est impliquée dans l’« affaire Odevia/ Publiciweb/ Locam[1] » au titre de partenaire financier de l’agence web Odevia[2]. La société est mise en cause par des associations et clients des agences Odevia et Publiciweb[3]. Locam est assignée, conjointement avec Odevia, le 5 avril 2011 devant tribunal de commerce de Narbonne[4]
- 2014 : Locam fait partie des entreprises citées dans un procès mené par le Ministre de l’Économie, citant aussi le concurrent Parfip, l'agence web NovaSEO (Cometik EURL / MyLocalBusiness.fr), et des artisans[5],
- 21 novembre 2019. Audience au Pénal pour “pratique commerciale trompeuse„, environ 150 plaignants[6]. Le procès est reporté aux 4 et 5 juin 2020[7].

## Activité
L'activité de LOCAM consiste à proposer des programmes de financement des ventes auprès d'entreprises intervenant dans de multiples secteurs d'activité. Dans le cadre d'un partenariat avec plus de 3 000 (1 900 à mi-2014) entreprises industrielles et commerciales, LOCAM contribue au développement de leurs  ventes en apportant des prestations de financement à leurs clients finaux. LOCAM couvre tous les besoins d'équipement des entreprises, des professionnels et des collectivités locales.. Le montant des "créances douteuses et litigieuses" est estimé à environ 5% soit  17 500 dossiers (chiffres de juin 2014).